# 구룡 연안이씨 정려
구룡 연안이씨 정려는 충청남도 부여군 구룡면에 있다. 2008년 12월 15일 부여군의 향토문화유산 제102호로 지정되었다.

## 개요
사인(士人) 김재훈의 처 연안이씨의 절행을 기리기 위해 세운 정려각이다. 철종 11녕(1860)에 사인 이재 등이 청하고 예조판서 이겸재의 계문으로 정려를 받았다. 이 정려각은 정면 1칸, 측면 1칸의 규모이며, 사료를 통해 조성연대(1860)가 분명히 확인되는 조선 후기 정려 건축으로 약 150년 가까이 되는 건축사적 가치를 지니고 있다.